# 阿維努爾梅鄉

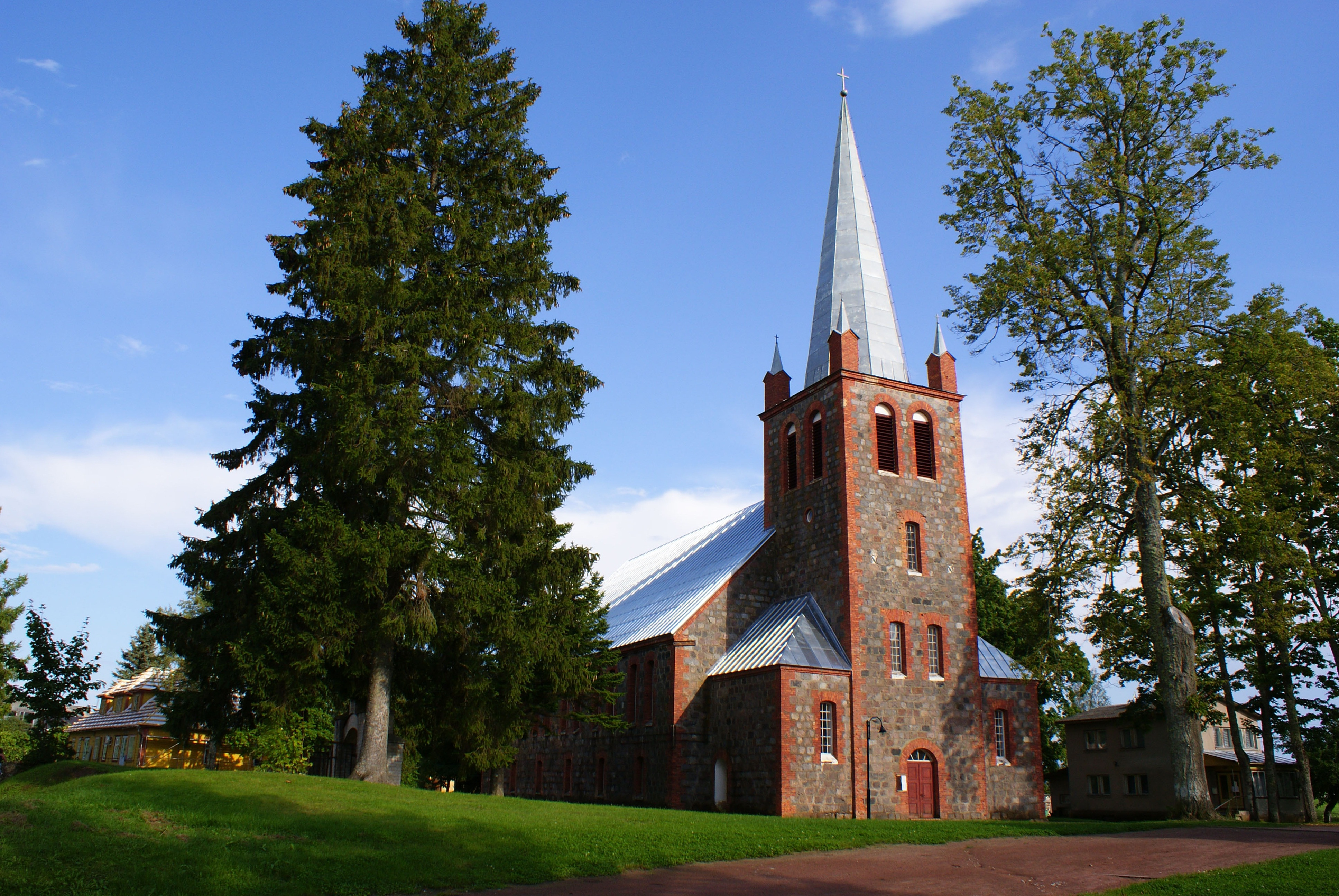
阿維努爾梅教堂

阿維努爾梅鄉，曾是愛沙尼亞東維魯縣的一個鄉村型市镇，位於該國東北部，行政中心設於阿維努爾梅，面積190平方公里，2006年人口1,536，人口密度每平方公里8人。
2017年爱沙尼亚行政改革后，阿維努爾梅市镇合并至約格瓦縣的穆斯特韦市镇。
58°58′55″N 26°51′51″E / 58.98194°N 26.86417°E